# 憲深
憲深（けんじん、建久3年（1192年）- 弘長3年9月6日（1263年10月9日））は鎌倉時代前期から中期にかけての真言宗の僧。藤原南家、中納言・藤原成範の孫で、侍従・藤原通成の子。醍醐寺座主。権僧正。極楽房、または報恩院僧正と号す。

## 略歴
醍醐寺三宝院の叔父成賢に師事し、建保2年（1214年）11月に三宝院で灌頂を受ける。建長3年（1251年）、勝尊の後を継いで醍醐寺第三十五代座主に就任する。この時の院宣（三宝院では『建長院宣』と呼ばれた）は、「三宝院門跡」の語が登場する初出であるとともに、三宝院が醍醐寺座主を務めたことを明示する先例として後世まで大切にされた。建長7年（1255年）、これを実深に譲り、建長8年（1256年）に権僧正となった。弘長元年（1261年）7月に実深を正嫡とし、定済に三宝院を譲った。
弘長3年9月6日（1263年10月9日）、72歳で入寂。憲深は醍醐寺報恩院に住んだため、その法流は三宝院流憲深方、あるいは報恩院流、または漢字の偏を取り幸心院流や幸心方とも呼ばれた。
後宇多天皇の庇護を得た報恩院第四世憲淳によって報恩院流が醍醐寺に於ける法流と定められてより長きにわたって醍醐寺に伝えられた。その一方で後宇多天皇の庇護を受けたことにより安泰した地位を築いたため、幕府の寵愛を得んとした地蔵院流のように関東へ下向して法流を広めることはなかった。したがって関東での布教は地蔵院流に遅れを取ることになった。
著作に『大法外儀』、『報恩院記』がある。
付法の弟子は五十人を超えるが、それらの中でも頼瑜、教舜、定済、実深、聖守などが知られる。